# Hietaluomanlammit
Hietaluomanlammit är en sjö i kommunen Kuusamo i landskapet Norra Österbotten i Finland. Arean är 18 hektar och strandlinjen är 5,83 kilometer lång.  Den  ingår i Ijo älvs huvudavrinningsområde.  Sjön ligger omkring 190 kilometer öster om Uleåborg och omkring 660 kilometer norr om Helsingfors. 
I sjön finns ön Ruumenniemi. Norr om Hietaluomanlammit ligger Kuparivaara. 